# Pecluma consimilis
Pecluma consimilis är en stensöteväxtart som först beskrevs av Eat. och Georg Heinrich Mettenius, och fick sitt nu gällande namn av Michael Greene Price. Pecluma consimilis ingår i släktet Pecluma och familjen Polypodiaceae. Inga underarter finns listade.